# 伊朗跨性別權益
伊朗是唯一認可變性權利的伊斯蘭國家。在1979年伊朗革命前，政府從未正式關注變性議題。從1980年代中期開始，伊朗伊斯兰共和国政府正式認可跨性別人士並且准許進行變性手術。 

## 歷史

### 古代與革命之前
1960年代早期，何梅尼在1963年的一本書中說宗教對矯正手術沒有限制。但是這主要是在說雌雄同體者的情況，而且當時何梅尼還只是相對於王國政府的反對派人士。

### 革命之後
1979年革命後新成立的宗教政府將變性者，異裝者和男女同性戀歸為同一類，一樣被伊斯蘭判為罪過並且要受伊朗刑法之制裁，被判死刑或是鞭刑。（參見同性恋在伊朗）
當時想要變為女性的莫卡拉（Maryam Hatoon Molkara）早在1975年開始就寫信給還在伊拉克流亡的何梅尼，解釋跨性別者的處境。1979年革命後她被她任職的電視台開除，強迫注射雄性荷爾蒙並且關進精神病機構。她靠關係爭取到釋放之後繼續遊說多位伊朗領袖。莫卡拉最後在伊朗冒險晉見何梅尼。莫卡拉一開始被守衛阻攔毆打，但最後終於見到何梅尼，向他解釋自己的處境。何梅尼因此交給她一封寫給檢察官與醫療倫理主管的信，給予她宗教許可。這封信就是後來所謂許可變性手術的宗教裁判令（Fatwa）。
少數伊朗宗教人士曾建議男女同性戀作變性手術來過正常生活。

## 現狀
何梅尼的宗教裁判令後來被現任伊朗精神領袖哈梅內伊再次確認，並且被多位伊朗教士支持。但是在一般伊朗社會變性仍然附有許多污名。變性者完成變性手術後，都被建議將之前的生涯保密。變性者的法律身分以及相關文件也會跟著改變。
聯合國難民高級總署2001年的報告指出，在伊朗國內變性手術很常見，態度也很開放。同性戀與異裝行為只要不公開，通常不會有事。但是 Safra Project 2004年之報告則認為聯合國的報告將情況看得太輕鬆。報告指出聯合國的報告忽略伊朗的法律習慣，可能因此沒注意到許多同性戀與跨性別被打壓的案例。加上在伊朗沒有公開的LGBT（同性戀、雙性戀與跨性別）團體，還有社會對LGBT的負面態度，LGBT被打壓的情況很可能被低估。而且Safra報告也認為「不公開就沒事」還是不夠。Safra報告並指出目前在伊朗的同性戀以及跨性別者一旦被認可可作變性手術，手術就會立刻進行，也沒有一般建議的一年間隔期，以避免違法。如此不想變性的跨性別者與同性戀將沒有空間。
在2005年1月，中階層教士Hojatoleslam Kariminia則表示支持變性者，要掃除附在變性者身上的污辱。